# Uri (Schiff)
Die Uri ist mit Baujahr 1901 der älteste aktive Schaufelraddampfer der Schweiz. Sie verkehrt auf dem Vierwaldstättersee und wird von der Schifffahrtsgesellschaft des Vierwaldstättersees (SGV) betrieben.

## Geschichte

Die Uri zwischen 1914 und 1918, mit Reitpferden beladen

Die damalige Dampfschiffgesellschaft des Vierwaldstättersees (DGV) bestellte den Salondampfer 1899 bei Sulzer in Winterthur. Der Baubeschluss fiel zusammen mit jenem für den Raddampfer Unterwalden, der jedoch bei Escher Wyss bestellt wurde. Der Stapellauf fand am 19. Januar 1901 statt, und am 8. Mai 1901 nahm das Schiff nach der offiziellen Übernahme vom 4. Mai den Regeldienst auf.
Als Maschine verfügt die Uri über eine schrägliegende Sulzer-Zweizylinder-Heissdampf-Verbunddampfmaschine mit Kondensation. Sie weist eine Leistung von 650 PS auf.
Bereits im Winter 1903/04 mussten die defekten Schaufelräder ersetzt werden. Um 1920 wurde ein geschlossenes Steuerhaus aufgebaut, gleichzeitig kürzte man die Masten. 1949 erfolgte ein Umbau von Kohle- auf Schwerölfeuerung, und 1952 wurde eine Hauptrevision vorgenommen. Nach einer weiteren Hauptrevision 1959 wurde die Uri von 1960 bis 1961 umfangreich umgebaut, um ein Unterfahren der neuen Achereggbrücke bei Stansstad zu ermöglichen. Wie auch bei der Unterwalden wurde zusammen mit dem neuen, versenkbaren Steuerhaus, einem Teleskopkamin und Teleskopmasten auf dem Oberdeck ein Schutzdach aus Aluminium errichtet. Nach einer Generalüberholung von 1979 bis 1981, während der die Uri in den Sommermonaten jeweils in Fahrt blieb, wurden diese Umbauten mit der Generalrevision von 1991 bis 1994 rückgängig gemacht. Die Uri erhielt wieder das Erscheinungsbild, das sie vor 1960 hatte, womit sie auch die Fähigkeit verlor, die Achereggbrücke zu unterfahren. Gleichzeitig mussten die Dampfkessel und der Niederdruckzylinder ersetzt werden.
Wie auch die anderen vier aktiven Vierwaldstättersee-Dampfer Unterwalden, Schiller, Gallia und Stadt Luzern ist die Uri als Kulturgut von nationaler Bedeutung (Kategorie A) eingestuft. 1998 wurde die Uri von der American Society of Mechanical Engineers als Historic Mechanical Engineering Landmark ausgezeichnet.

## Ausstattung
Der Salon 1. Klasse der Uri wurde von der Firma Filippo Cassina aus Mailand im neobarocken Stil gestaltet und erinnert an eine Gartenlaube. Bei der Generalrevision der Uri von 1991 bis 1994 wurden das Mobiliar und die Deckenmalereien rekonstruiert. Der Salon 2. Klasse wurde Ende 2006 erneuert. Bugzier ist der Uristier.

## Einsatz
Die Uri wird sowohl für Linien- als auch für Charterfahrten eingesetzt. Mit Stand Ende Saison 2010 hatte sie 2'073'679 km geleistet. In kalten Wintern wurde sie gelegentlich auch als Eisbrecher eingesetzt, zuletzt 1963. Gegenwärtig ist sie das einzige Dampfschiff auf dem Vierwaldstättersee, das auch im Spätherbst und Winter bis Ende Dezember verkehrt. Prominente Fahrgäste auf der Uri waren 1994 der Schweizer Bundespräsident Jean-Pascal Delamuraz, 1995 der deutsche Bundespräsident Roman Herzog zusammen mit dem Schweizer Bundespräsidenten Kaspar Villiger sowie 1998 Hillary Clinton.

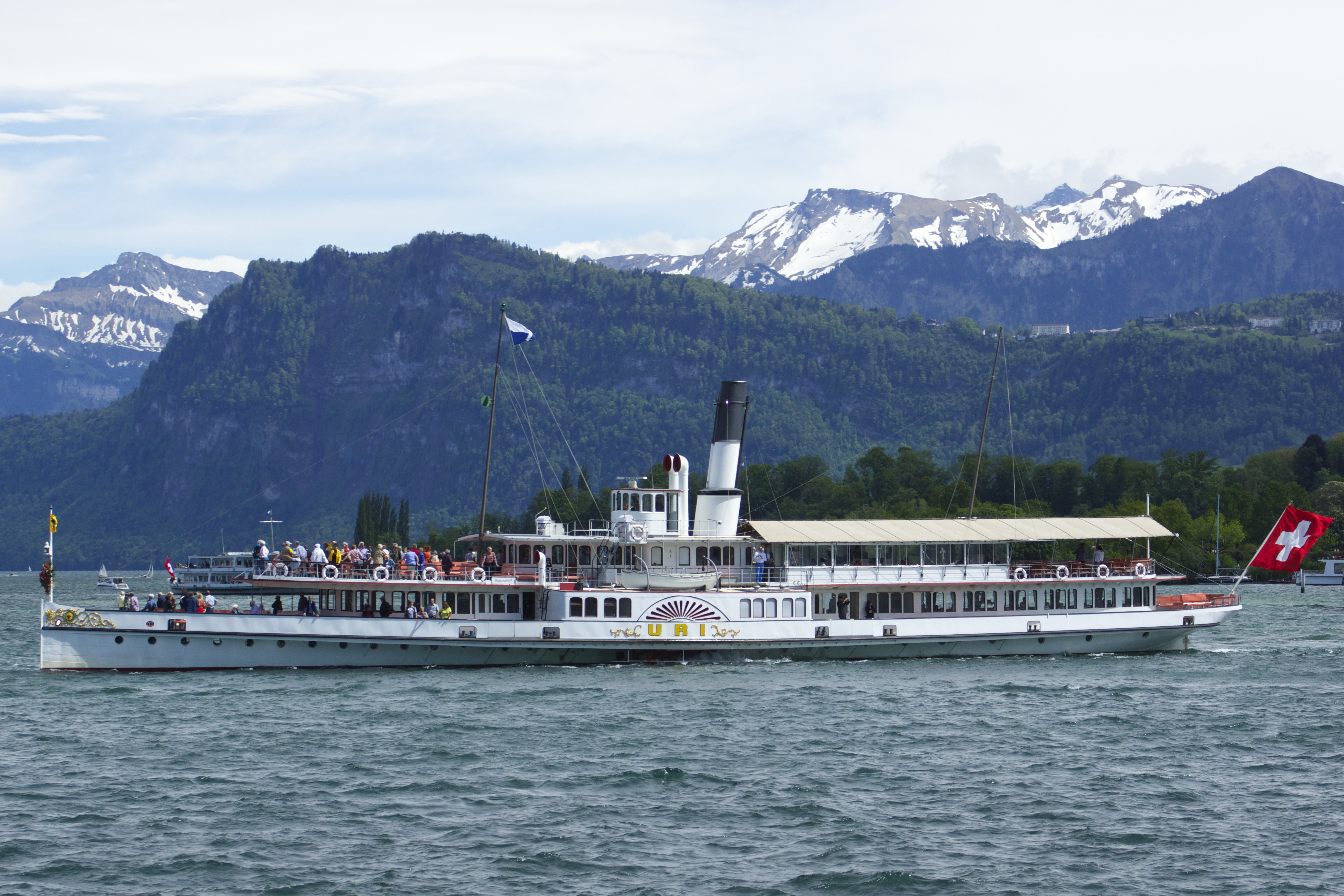
Die Uri im Mai 2013
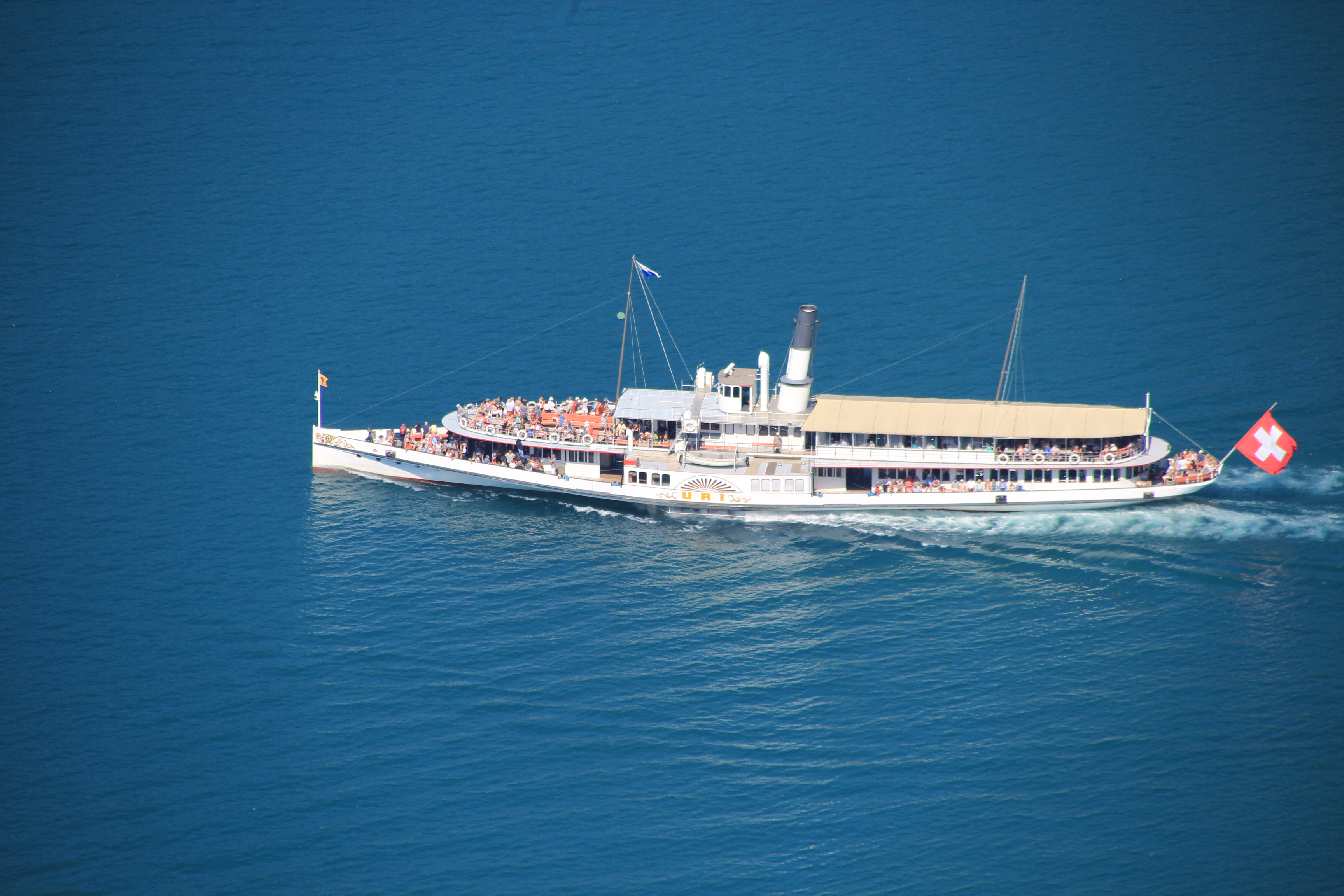
Juli 2019
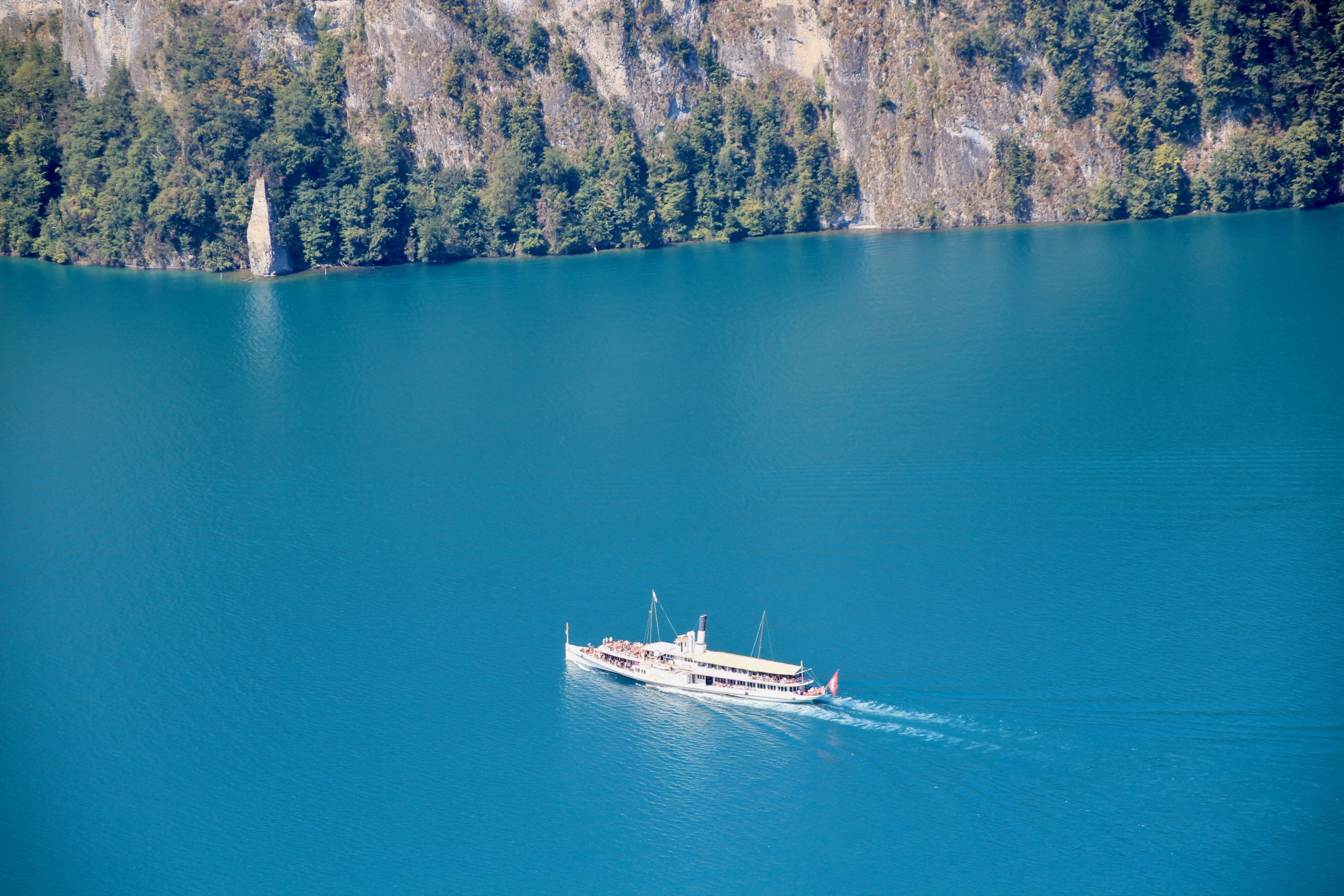
Auf dem Weg zum Rütli, hinten der Schillerstein

### Zwischenfälle
Am 18. Oktober 1916 strandete die Uri bei der Mündung der Engelberger Aa nahe Buochs. Grund dafür war, dass die Beleuchtung des Signalmasts versagt hatte. Das Schiff wurde dabei nur leicht beschädigt und konnte anderntags mit eigener Kraft zurückfahren. Am 7. Januar 1931 kollidierte sie mit einem Trajektschiff, wobei beide Schiffe weiterfahren konnten. Die Uri verkehrte daraufhin jahrzehntelang ohne Bugzier, die bei der Reparatur verlorengegangen war. 1959 kam es bei der Landungsbrücke in Luzern zu einem Zusammenstoss mit der Stadt Luzern, deren Steuerung mechanisch versagt hatte. Am 27. Dezember 2014 kam es in Kastanienbaum im Generatorraum zu einem Elektrobrand mit starker Rauchentwicklung. Die Uri wurde darauf in Hergiswil evakuiert und das Feuer gelöscht. Der Brand ging wahrscheinlich auf ein defektes Kabel zurück. Das Schiff war zum Saisonstart 2015 wieder im Einsatz.

## Bilder

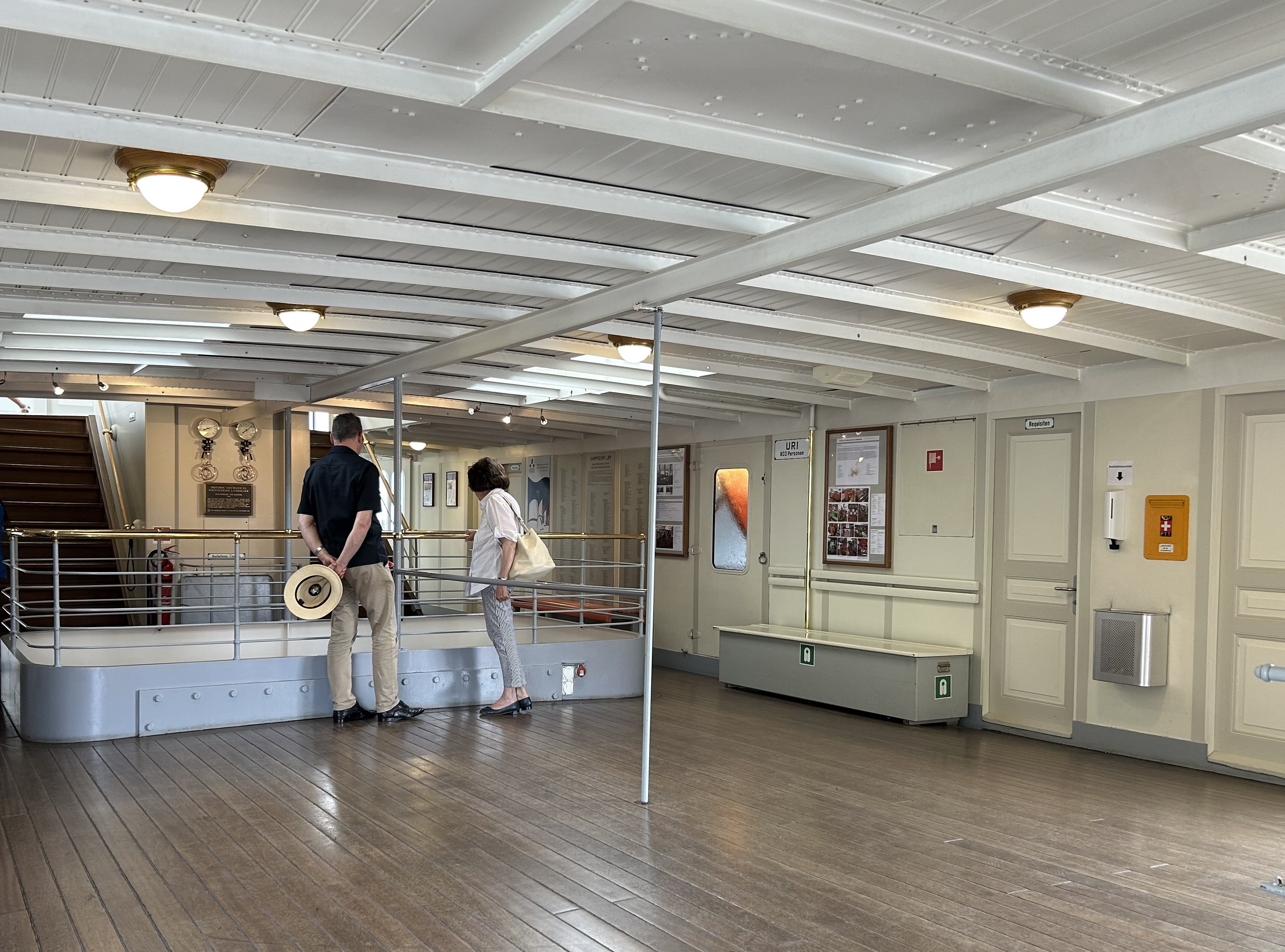
Hauptdeck
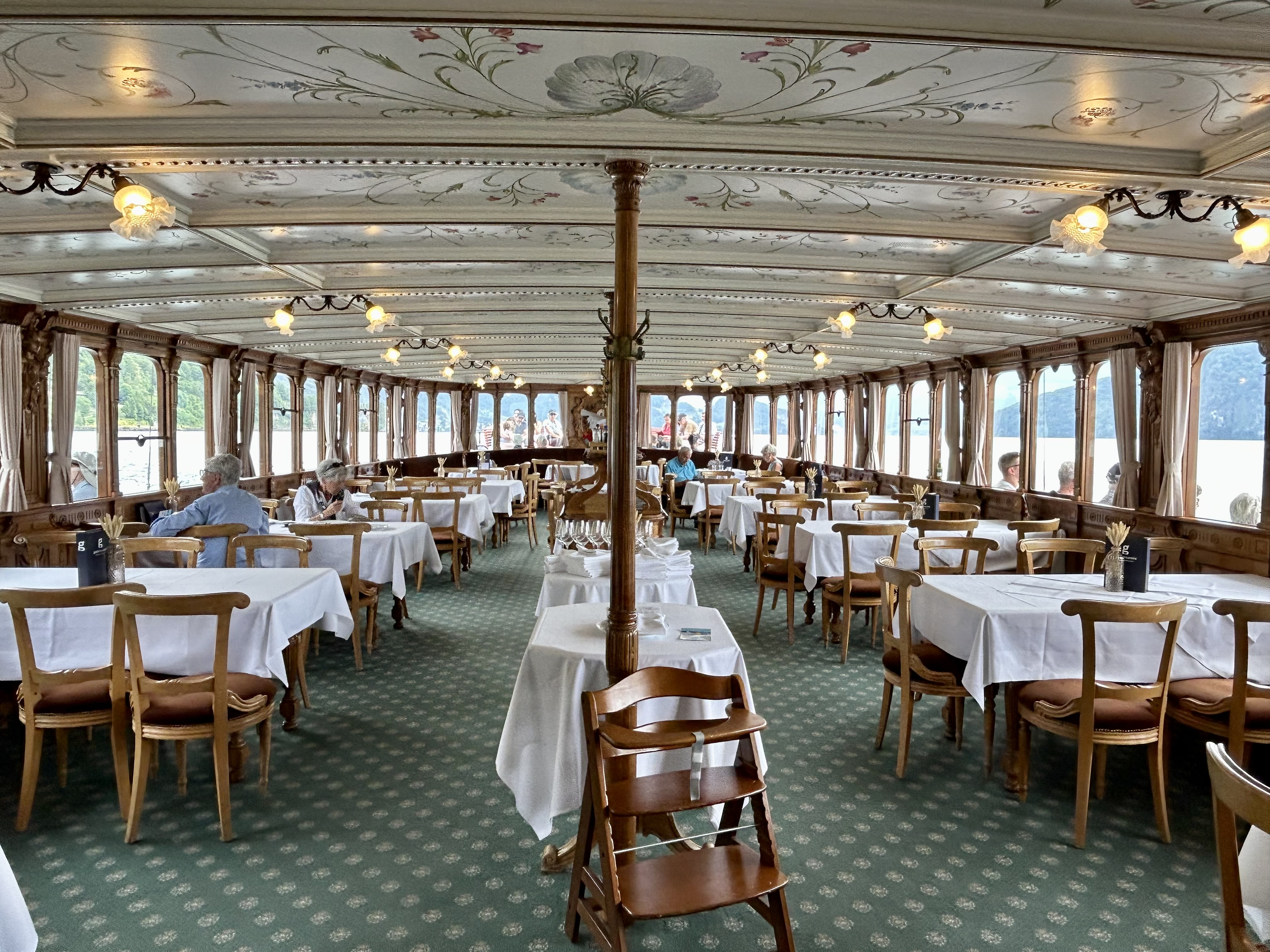
Esssaal 1. Klasse
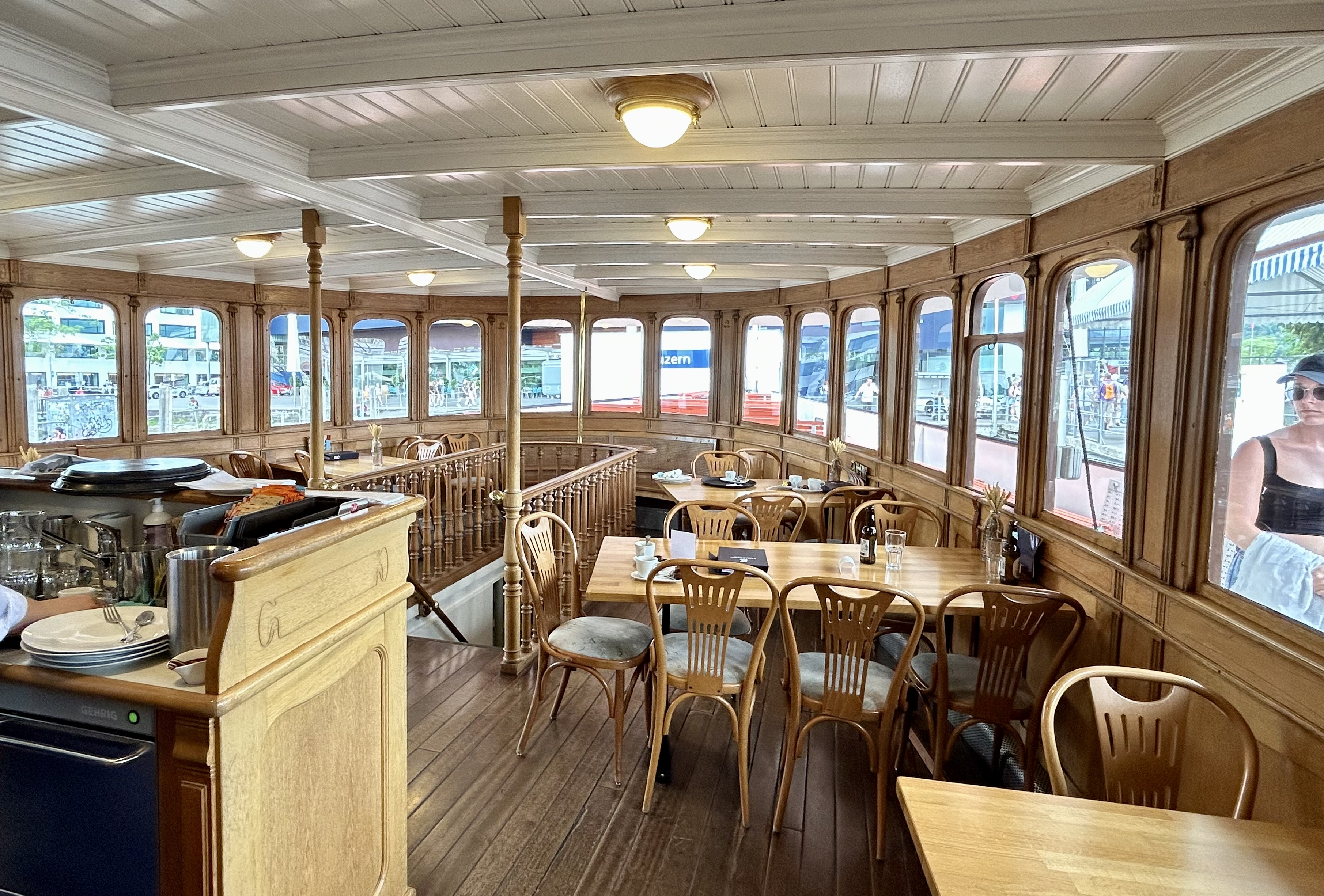
Esssaal 2. Klasse
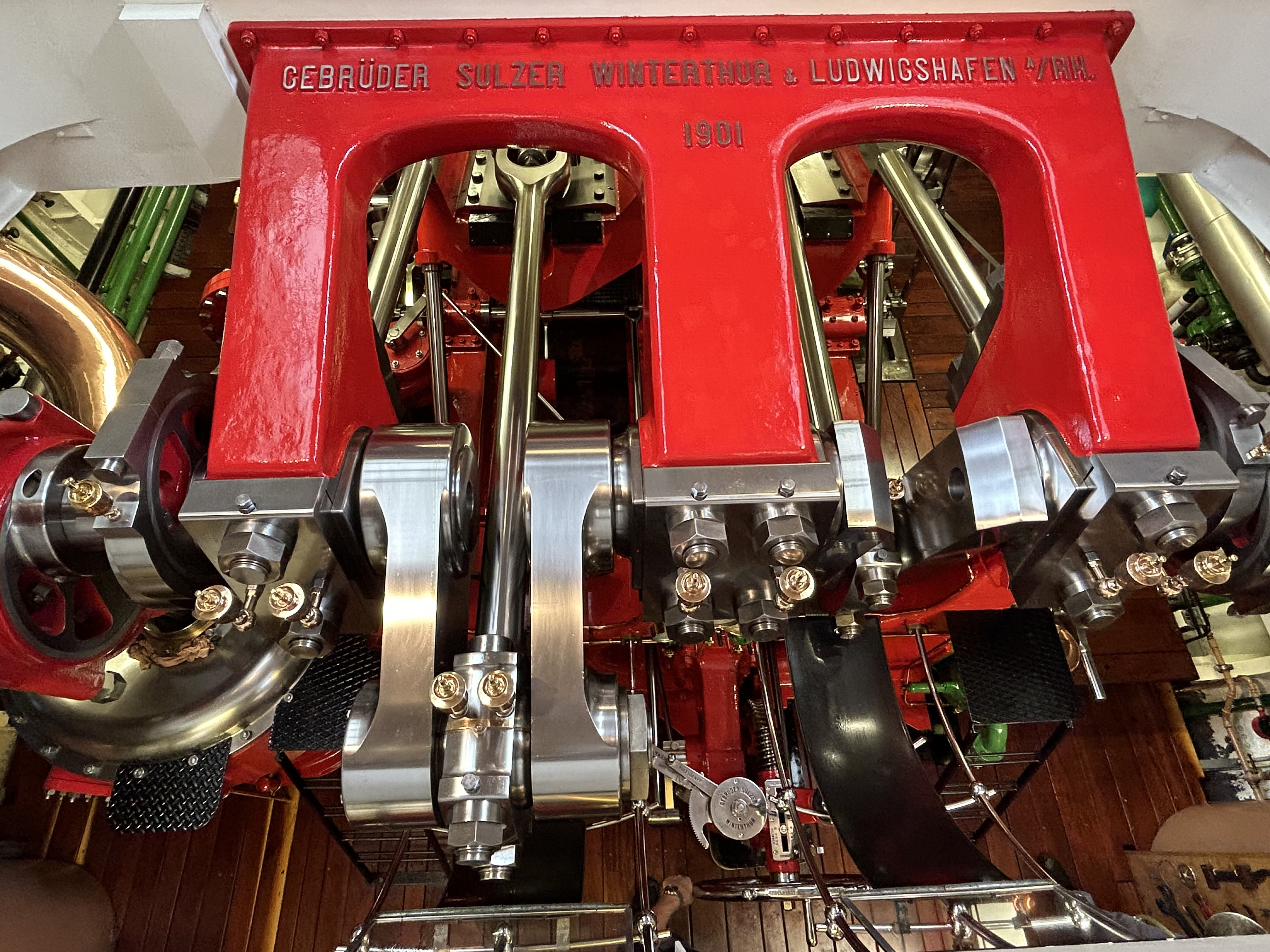
Maschine
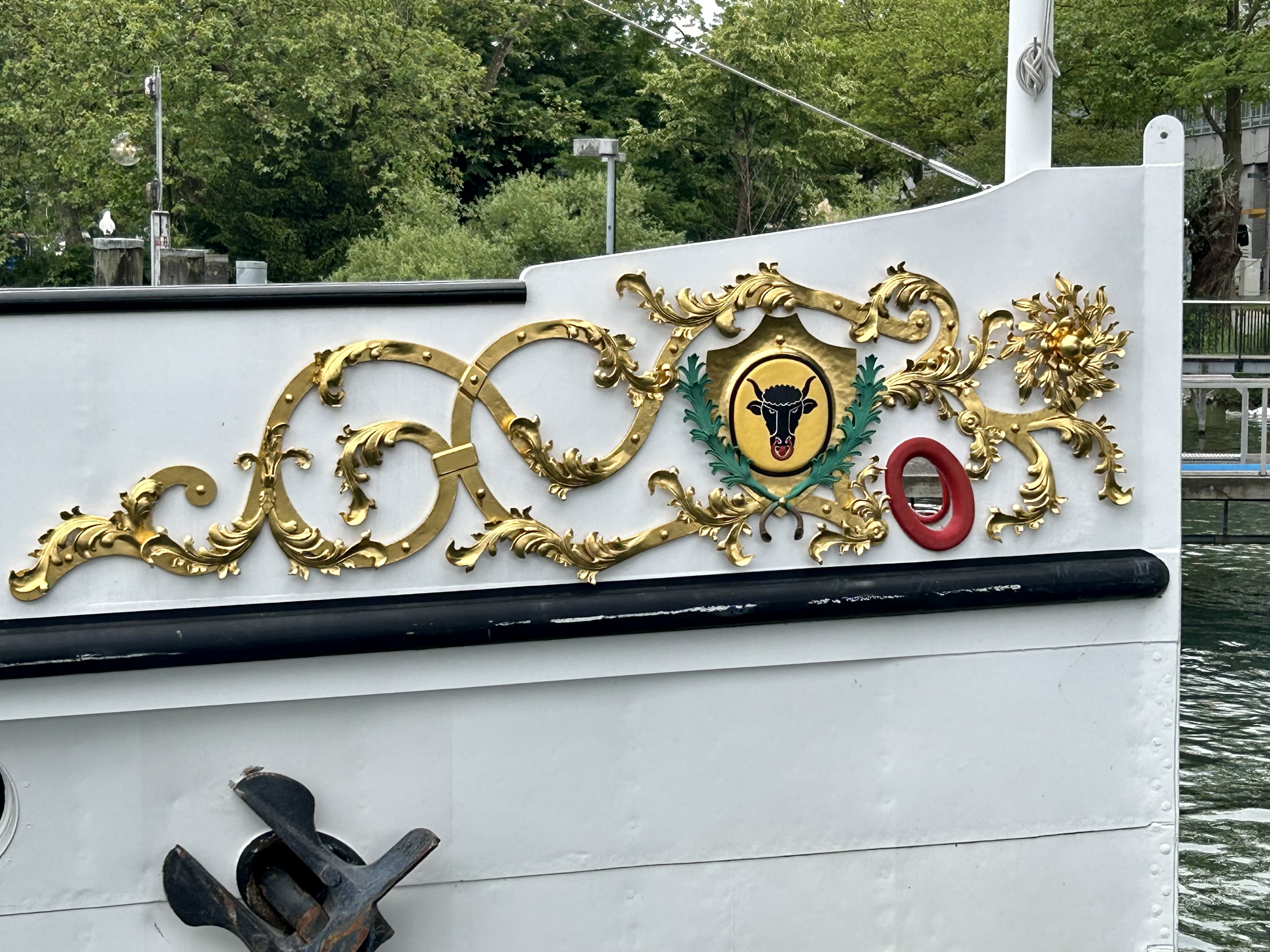
Bugzier